# 음이온차이
음이온차이(anion gap, AG 또는 AGAP) 또는 음이온차는 여러 의학 검사들의 결과를 가지고 계산할 수 있는 값이다. 종합대사패널 검사의 일부로 종종 시행하는 전해질 패널 검사 결과로 보고될 수 있다.
음이온차이는 혈청이나 소변에서 양이온과 음이온의 양의 차이다. 혈청 음이온차이는 대사성 산증의 원인을 감별하기 위해 이용할 수 있다. 만일 음이온차이가 정상보다 크다면 고음이온차이 대사성 산증으로 진단할 수 있다. 보통 '음이온차이'라고 하면 혈청 음이온차이를 가리키지만 소변 음이온차이도 임상적으로 유용한 값이다.